# Aliʻi Nui de Molokai

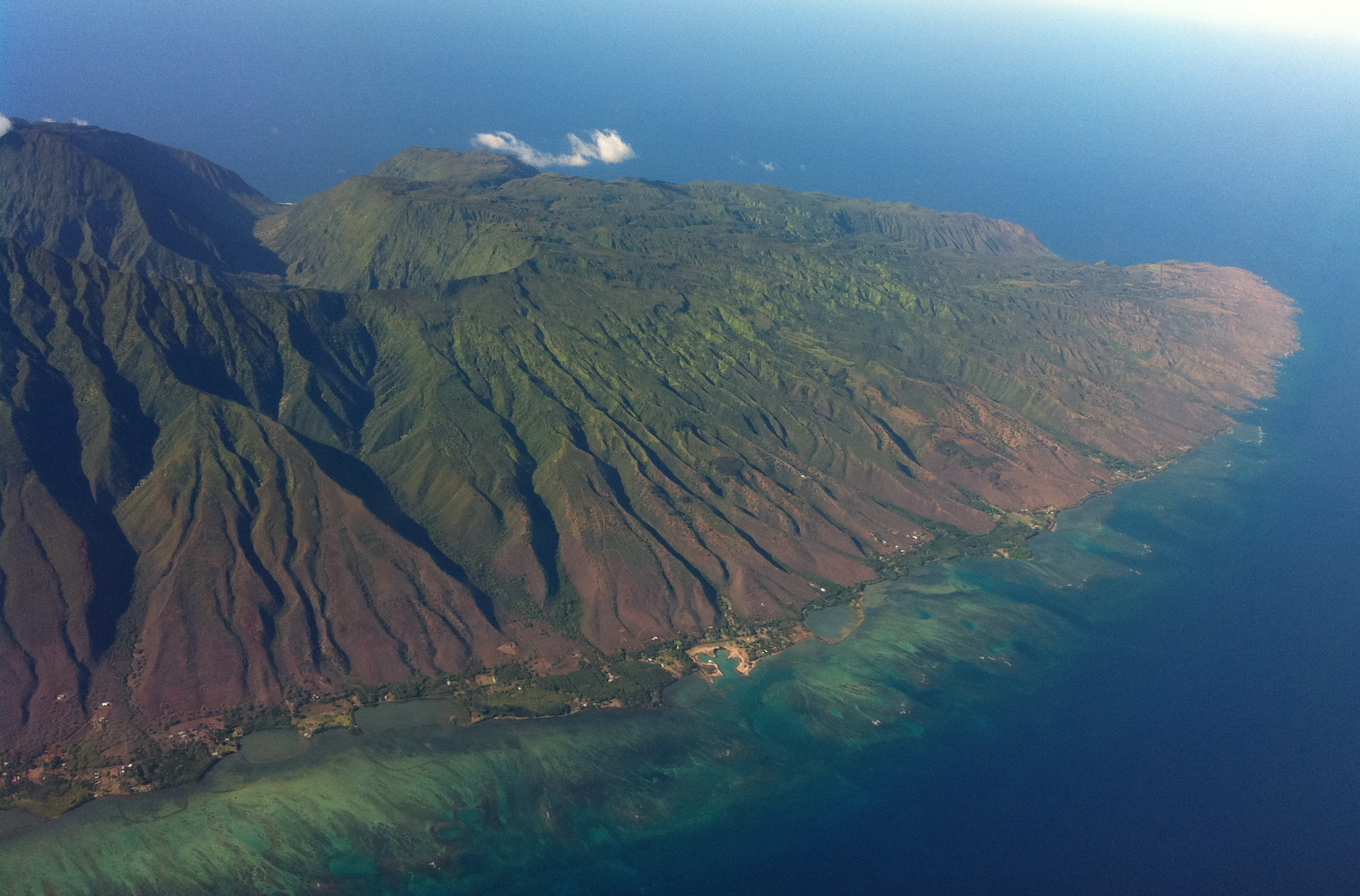
Punta este de Molokaʻi.

Los Aliʻi Nui eran los altos jefes de las cuatro islas principales de Hawái. Los gobernantes de Molokaʻi, al igual que los de las demás islas hawaianas, reclamaban descendencia del dios Wākea.
La historia tradicional de Molokaʻi es fragmentaria. La isla no tenía una importancia política mayor. Su relevancia radicaba en las conexiones matrimoniales que su familia real establecía y, en años posteriores, en la reputación de su brujería y sus kahunas (sacerdotes y expertos en diversas artes espirituales y curativas). Molokaʻi es la quinta más grande de las ocho islas principales de Hawái, y su tamaño le dificultó competir por el poder y la supervivencia frente a las islas de Maui, Oʻahu, Kauaʻi y Hawái.
A finales del siglo XVII, a medida que los conflictos entre islas se intensificaban, Molokaʻi sufrió numerosos ataques de parte de los poderosos monarcas de otras islas, en particular Kapiiohookalani, Peleioholani y Kahekili II. Finalmente, Molokaʻi sucumbió por completo al poder de Maui antes del final de la era antigua hawaiana.

## Lista de Aliʻi de Molokaʻi
- Kamauaua.[2]
- Keʻoloʻewa.
- Kapau-a-Nuʻakea (mujer).
- Kamauliwahine (mujer).
- Hualani (mujer).
- [Transcurren algunas generaciones de las que no se tiene información].
- Kahokuohua.
- [Transcurren algunas generaciones de las que no se tiene información].
- Kalanipehu.[3]
- [Transcurren algunas generaciones de las que no se tiene información].
- Kanealai (mujer).[3]